# Lilla Brännskär
Lilla Brännskär är en ö i Finland. Den ligger i Finska viken och i kommunen Raseborg i den ekonomiska regionen  Raseborg i landskapet Nyland, i den södra delen av landet. Ön ligger omkring 86 kilometer väster om Helsingfors.
Öns area är 1,6 hektar och dess största längd är 200 meter i öst-västlig riktning.